# 春風亭柳朝 (3代目)
三代目 春風亭 柳朝（しゅんぷうてい りゅうちょう、1852年1月25日 - 大正末期頃）は落語家。本名∶下村 庄太郎。

## 経歴
芝口一丁目（現在の新橋一丁目）の駕籠屋「初音屋」の長男として生まれた。若年から遊芸を好み年を取るにしたがって度が越し、天狗連で落とし噺で人気者になっていた。
桜川芝孝（飯塚 惣七、後に三代目春風亭柳枝の身内で春風亭枝好）の弟子になり芝橋を名乗り幇間となった。
その後噺家になり初代三遊亭圓馬の門で三遊亭春馬を皮切りに初代談洲楼燕枝の門で春風亭傳枝。1879年1月に春風亭燕柳、3代目春風亭柳枝の門で右柳、明治20年代中ごろに三遊派に出向き三遊亭圓朝の門で初代桃多楼團語。その後三遊亭圓玉となった後初代三遊亭圓遊（ステテコの圓遊）の門で紫遊となり1895年1月に六代目土橋亭里う馬となった。
その後また柳派に戻り1899年5月に三代目春風亭柳朝を襲名。

## 人物
俗に出身の家業から「初音屋柳朝」と呼ばれた。
落語勉強会である「昔噺洗濯会」発起人の一人で後進の指導に力を注いだ。
息が長い噺家で大正末頃まで消息があるが没年は定かでない。

## 演目
芝居噺を得意とし道具仕立てで演じている。

## 弟子
- 五代目三升家小勝
- 四代目柳家つばめ

## 芸歴
- 桜川芝孝に入門、幇間となり「芝橋」を名乗る。
- 初代三遊亭圓馬門下で落語家になり、「春馬」を名乗る。
- 初代談洲楼燕枝門下に移籍し「春風亭傳枝」と改名。
- 1879年1月 - 「春亭燕柳」と改名。
- 三代目春風亭柳枝門下に移籍し「右柳」と改名。
- 明治20年代中頃 - 三遊亭圓朝門下に移籍し「初代桃多楼團語」を名乗る。
- 「圓玉」と改名。
- 初代三遊亭圓遊門下に移籍、「紫遊」と改名。
- 1895年1月 - 「六代目土橋亭里う馬」を襲名。
- 1899年5月 - 「三代目春風亭柳朝」を襲名。